# Iteráció

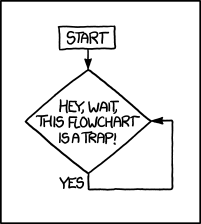
Az iteráció lényege az XKCD szerint. A „nem” választási lehetőség a humoros hatás miatt direkt ki lett hagyva.

Az iteráció (latin: iterātiō, „ismétlés”) egy függvény ismételt végrehajtását jelenti az előző függvényértéken. Ez a rekurzió egy speciális esete, amikor egy sorozat mindegyik tagja az előtte álló tag ugyanazon függvénybe helyettesítésével adódik: xn+1=f(xn) minden n > 0 egész számra.
A szabályos fraktálok némelyikét (pl. a Koch-görbét) is iterációs algoritmusokkal lehet létrehozni.
Gyakori fogalom a matematikában és a számítástudományban, az eljárás leggyakoribb alkalmazási területe a numerikus matematika, ahol egy probléma keresett megoldási értékét iterációs sorozattal közelítjük.

## Definíció
Legyen {\displaystyle f:X\to X} függvény, és {\displaystyle \iota \in X}. Ekkor iterációs sorozatnak nevezzük az alábbi sorozatot:
{\displaystyle i:\mathbb {N} \to X;\,{\begin{cases}i(0)&=\iota \\i(n+1)&=f(i(n))\\\end{cases}},}
vagy, a hagyományos jelölések alkalmazásával:
{\displaystyle {\begin{aligned}i_{0}&=\iota \\i_{n+1}&=f(i_{n})\end{aligned}}}
Az iterációs sorozat egyértelműen meghatározott, ennek belátására a rekurziós definíció tételét kell az {\displaystyle (\iota ,f)} párra alkalmazni.

## Alkalmazások
Az iterációs eljárásoknak számtalan alkalmazásuk van, elsősorban egyszerűségüknek köszönhetően. Ennek révén a matematikában sorozatok vizsgálatára alkalmazzák, a számítástechnikában pedig főleg tárhelyspórolási célokkal.

### Sorozatok
Az iterációs sorozatok a rekurzív sorozatok speciális esetei, méghozzá ahol a rekurziós függvény egyváltozós. Ezen sorozatok felhasználása meglehetősen széleskörű, különösen a numerikus számítások során gyakori a használatuk. Jellemző az iterációs sorozatokra, hogy nem minden esetben ismert a rájuk vonatkozó zárt alak.
Főleg a numerikus számítások esetén jellemző probléma, hogy a sorozat konvergens-e. Ennek eldöntésére a Cauchy-konvergenciakritériumot és Banach fixponttételét szokták alkalmazni jellemzően. Általában elmondható, hogy ha konvergens egy iterációs sorozat, akkor igen gyorsan konvergál, ez a fő oka a használatuknak. Erre a legismertebb példa a Newton-féle iteráció
Iterációs sorozatokat lehet definíciós célokra is használni, ilyen például az összeadás analitikus meghatározása.

### Fraktálok

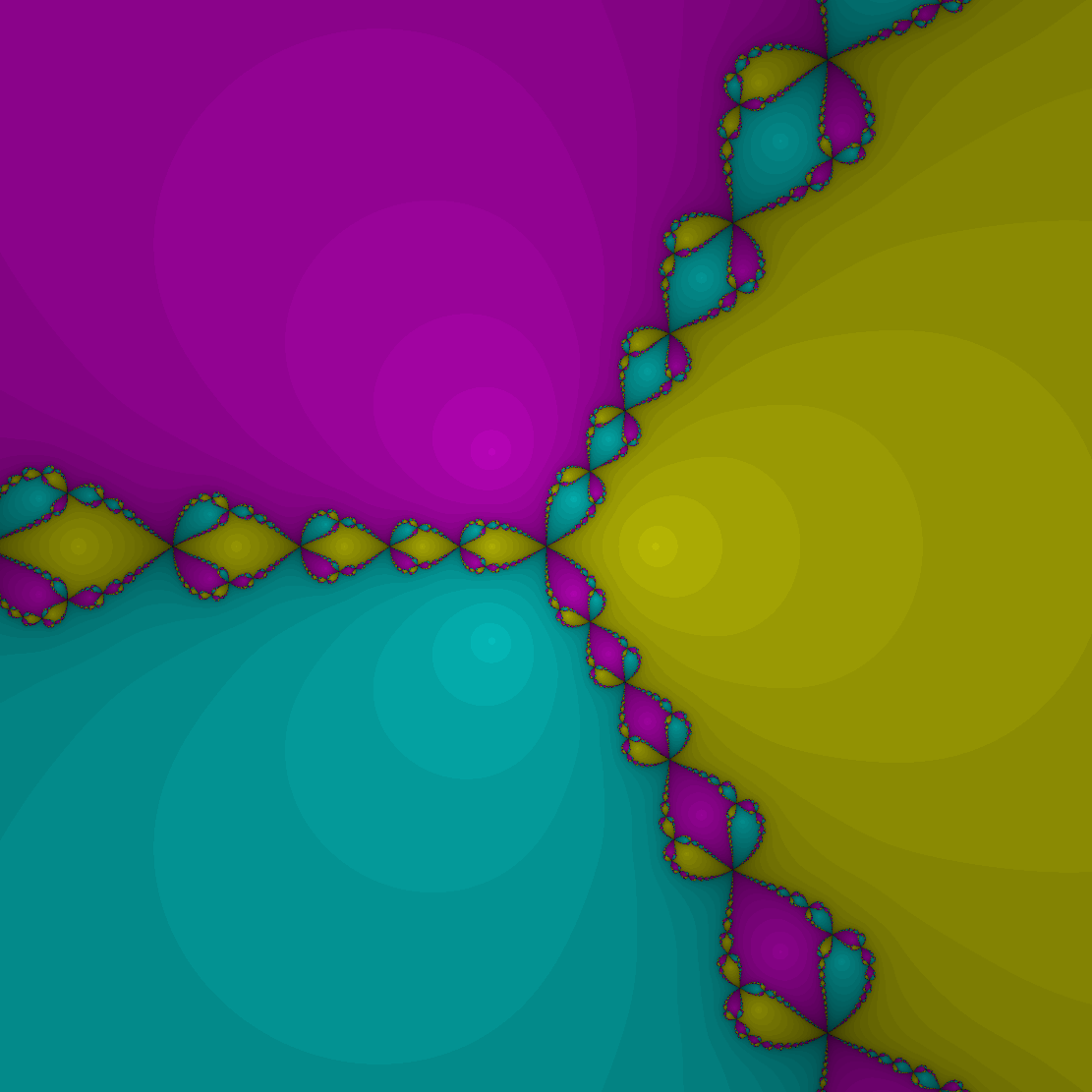
A harmadik gyök meghatározásához tartozó Newton-iteráció a komplex síkon. Ez egy tipikus fraktál, az egyes színek a három gyököt, a színárnyalat a konvergencia sebességét jelenti.

A fraktálok speciális matematikai objektumok, méghozzá olyan ponthalmazok, amiknek a dimenziószáma nem egész szám. Ezeknek előállítása tipikusan iterációs függvényekkel történik. A fentebb említett Newton-iteráció is fraktális alakzatokat hoz létre a komplex síkon a konvergencia figyelembe vételével. A legelső fraktál, a Mandelbrot-halmaz is iterációs sorozattal lett létrehozva. Konkrétan ez utóbbi halmaz egy iterációs sorozatcsalád konvergencia-halmaza:
{\displaystyle M:=\{k|(i(0)=k,f(z)=z^{2}-c),\lim i\in \mathbf {C} \}}
Az iterációs sorozatok eszerint rendkívül bonyolult alakzatokat is rendkívül kevés információ segítségével határoznak meg. Ennek szép megjelenése a természetben az élőlények megjelenésének szabályozása. Fraktális szerkezete van például a fáknak vagy a harasztoknak, ezek génjei között a bonyolultságukhoz képest meglehetősen kevés kapcsolódik a felépítésükhöz.

### Iteráció az informatikában
Az informatikában iterációnak nevezzük valamely eljárás ismétlődő végrehajtását. Az iteráció esetén a programozónak saját kezűleg kell gondoskodni a leállásról, különben az iteráció végtelen ciklussá válhat. Igaz, egyes esetekben ez kívánatos lehet, ilyen például egy játékprogram fő ciklusa.
Az önhívó rekurziókat is iterációnak nevezzük, ezeket a numerikus számítások gépesítése során alkalmazzuk. Ilyenkor a kilépési feltétel egy elvárt pontosság elérése vagy meghatározott lépésszám lehet. Példa ilyen iterációra:
```
double
 
SquareRoot
(
double
 
x
,
 
double
 
n
){

    
if
(
x
^
2
-
n
 
<=
 
0
,
00001
)
 
return
 
x
;
 
// Ha kellően pontos a közelítés, akkor visszaadjuk az értékét

    
else
 
return
(
SquareRoot
(
x
/
2
-
n
/
(
2
*
x
),
n
));
 
// Ez a Newton-iteráció képlete a gyök kiszámítására, ezzel végezzük el a következő iterációs lépést.

}

```

Habár a fenti példa kétváltozósnak tűnik, azonban az egyik változó paraméter, értéke állandó.